# Jessica Gelibert
Jessica Gelibert (ur. 8 listopada 1994) – haitańska lekkoatletka specjalizująca się w biegach płotkarskich. Na początku kariery (do czerwca 2013) reprezentowała Stany Zjednoczone.
W 2013 zdobyła brązowy medal w biegu na 400 metrów przez płotki podczas mistrzostw panamerykańskich juniorów. 

## Osiągnięcia
| Rok  | Impreza                              | Miejsce  | Konkurencja                     | Lokata     | Wynik |
| ---- | ------------------------------------ | -------- | ------------------------------- | ---------- | ----- |
| 2013 | Mistrzostwa panamerykańskie juniorów | Medellín | bieg na 400 metrów przez płotki | 3. miejsce | 58,20 |
| 2015 | Igrzyska panamerykańskie             | Toronto  | bieg na 400 metrów przez płotki | 8. miejsce | 60,23 |

## Rekordy życiowe
- Bieg na 60 metrów przez płotki (hala) – 8,34 (2014)
- Bieg na 100 metrów przez płotki – 13,39 (2015)
- Bieg na 400 metrów przez płotki – 56,87 (2014) rekord Haiti